# Porte Molitor
De Porte Molitor is een toegangspunt (Porte) tot de stad Parijs, en is gelegen in het westelijke 16e arrondissement aan de Boulevard Périphérique.
Bij de Porte Molitor is het gelijknamige metrostation Porte Molitor aanwezig, dat echter niet geopend is voor het reizigersverkeer.